# Germania (irodalmi mű)
Germania a címe az ókori római író és politikus, Publius Cornelius Tacitus germán törzsekről szóló rövid művének, melyet rendszerint Kr. u. 98-ra datálnak, más vélekedések szerint azonban a panoniis név feltűnése (azaz a többes szám használata) arra utal, hogy Pannonia provinciát már felosztották a mű írásának idején Alsó- és Felső-Pannóniára. Eszerint a mű a Kr. utáni 103-106 közötti időszakban születhetett. (Az eredeti felfogás ezt a szófordulatot a pannóniai népek megnevezéseként értékeli.)

## Tartalom
A Germania egy általános és egy különleges részre tagolódik. A mű a Rajna és Visztula között élő germán törzseket nevezi meg, és leírja szokásaikat és életmódjukat. Tacitus kiemeli a germánok hagyományokhoz ragaszkodó családi életét, hűséges és őszinte karakterüket, bátorságukat a háborúban, és szabadságszeretetüket. Rámutat azonban gyengeségeikre is; a kockajáték elterjedtségére, valamint a sörfogyasztás szeretetére.
Tacitus maga feltehetőleg sosem járt Germániában, ezért megnyilatkozásai nem saját tapasztalatain alapulnak. Művében más szerzőkre hivatkozik, többek között a Caesar Gall háborújában leírtakból merít forrást. Tacitus szándéka a Germania megírásával vitatott. Feltehetőleg a lezüllő római nagycsaládoknak próbált egy pozitív példát állítani, ez megmagyarázza, miért írta le oly idealizáltan a germánokat.

## Fennmaradása
Tacitus műve - több más kisebb művével együtt - csak egy példányban őrződött meg a humanizmus koráig. Poggio Bracciolini egyik szolgálója találta meg a hersfeldi apátságban, és a példányt 1455-ben Itáliába szállították. Először Enea Silvio Piccolomini, a későbbi II. Piusz pápa foglalkozott az írással, melyre felhívta a német humanisták (Conrad Celtes, Aventinus, és mindenekelőtt Ulrich von Hutten) figyelmét is. Ezzel megkezdődött a németség érdeklődése a mű felé, melyet sokan saját őstörténetük leírásának tartottak.
Eduard Norden elemzése, és az azóta elterjedt germán-elméletek a mai napig kifejtik hatásukat.

## Fordítás
- Ez a szócikk részben vagy egészben  a   Germania (Tacitus) című német Wikipédia-szócikk ezen változatának fordításán alapul.  Az eredeti cikk szerkesztőit annak laptörténete sorolja fel. Ez a jelzés csupán a megfogalmazás eredetét és a szerzői jogokat jelzi, nem szolgál a cikkben szereplő információk forrásmegjelöléseként.